# Rimantas Ruzas
Rimantas Ruzas (* 23. März 1959 in Kaunas, damals Litauische SSR, Sowjetunion; † 7. Oktober 2002 ebenda) war ein litauischer Politiker.

## Leben
Nach dem Abitur 1977 an der 21. Mittelschule Kaunas absolvierte er von 1977 bis 1982 das Diplomstudium der Choreographie an der Fakultät
Klaipėda der Lietuvos valstybinė konservatorija. Von 1981 bis 1982 war er Kunstleiter des Kulturclubs eines Verbands in Utena. Von 1982 bis 1984 leistete er den Sowjetarmeedienst in Afghanistan. Von 1984 bis 1992 arbeitete er als Laborant im Labor für Dendroklimatochronologie im botanischen Garten Kaunas.
Von 1992 bis 1995 war er Regisseur der TV-Sendung „Svetimo skausmo nebūna“ von Lietuvos televizija, von 1995 bis 1997 Mitarbeiter bei UAB „Logika ir azartas“, von 1998 bis 2000 bei UAB „Gedimex“.
Seit 1990 war er Mitglied der Lietuvos socialdemokratų partija.
Von 1997 bis 2002 war er Mitglied im Stadtrat Kaunas und von 2000 bis 2002 im Seimas.

## Ehrungen
- 2003: Ehrenbürger von Kaunas